# Hibiscus byrnesii
Hibiscus byrnesii är en malvaväxtart som beskrevs av F.D. Wilson. Hibiscus byrnesii ingår i Hibiskussläktet som ingår i familjen malvaväxter. Inga underarter finns listade i Catalogue of Life.